# Red de Oscilaciones Solares de Birmingham
La Red de Oscilaciones Solares de Birmingham (BISON) consiste en una red de seis observatorios solares remotos que monitorean las oscilaciones solares de bajo grado. Está operado el grupo de Espectroscopia Óptica de Alta Resolución de la Escuela de Física y Astronomía en la Universidad de Birmingham, Reino Unido, en colaboración con la Universidad de Sheffield Hallam, Reino Unido. Están financiados por el Consejo de Ciencias e instalaciones Tecnológicas (STFC).
El BiSON ha ido recogiendo datos sobre oscilaciones solares continuamente desde 1976, haciéndolo la red de Heliosismología con más tiempo en funcionamiento, con datos que cubren tres ciclos solares.

## Equipo

### Personal académico
- Yvonne Elsworth (Cabeza del proyecto)
- Bill Chaplin

### Personal de investigación
- Anne-Marie Broomhall — Heliosismología
- Andrea Miglio
- Steven Hale

### Personal técnico
- Ian Barnes — Electrónica
- Jackson de Barry — Mecánica

## Observatorios remotos

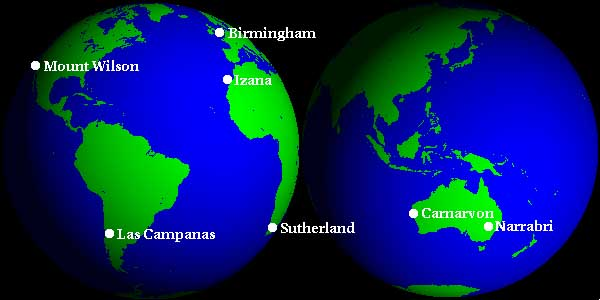
Las estaciones de BiSON. La distribución longitudinal permite observaciones casi continuas del Sol.

La red BiSON opera espectrómetros de dispersión resonante automatizados en sistemas alimentador por espejos o domos astronómicos. La red fue establecida en 1976 con dos estaciones permanentes; la adición de varios sitios más culminó con la adición de un sexto en 1992. Los sitios actuales son:
- Observatorio del monte Wilson, California, EE.UU.
- Observatorio Las Campanas , IV Región, Chile
- Observatorio del Teide, Tenerife, Islas Canarias, España
- Observatorio Astronómico Sudafricano, Sutherland, Sudáfrica
- OTC Estación de tierra Carnarvon, Carnarvon, Australia Occidental, Australia
- Observatorio Paul Wild, Narrabri, Nueva Gales del Sur, Australia